# アルベルト・バルガス
アルベルト・バルガス（Alberto Vargas） (1896年2月9日 – 1982年12月30日) は、ペルー出身のアメリカ合衆国のイラストレーター。「ピンナップ・ガール（pin-up）」をはじめとしたエロティックな女性の絵で知られる。その代表的な作品は「バーガ・ガール（Varga Girl）」とも呼ばれる。

## 略歴
ペルー共和国：アレキパ県に生まれる。（本名Joaquin Alberto Vargas y Chavez ）。
父親は著名なペルーの写真家、マックス・T・バルガス（Max T. Vargas）。

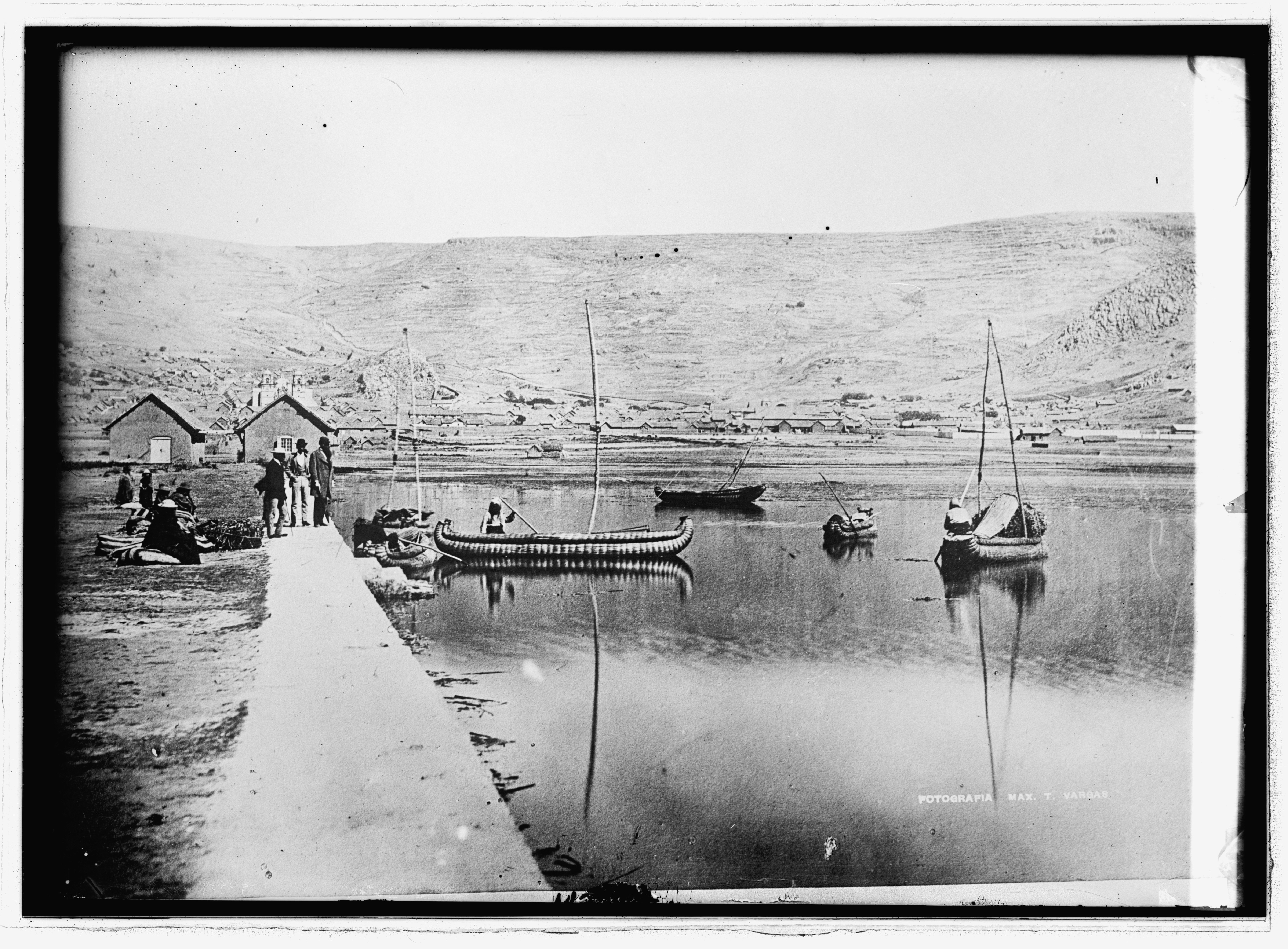
マックス T. バルガス撮影のチチカカ湖の葦船による往来（1909年～1919年）

父親は1911年、アルベルトが13歳のときに、写真修正の技術である「エアブラシ」の使用法を教えた。
第一次世界大戦前、父と弟（Max Jr.）ともに訪れたヨーロッパ（パリ・チューリッヒ・ジェノバ）で絵を学んだ後、第一次世界大戦の戦火を逃れ、1916年にアメリカ合衆国にわたる。パリでは、当時『ラ・ヴィー・パリジェンヌ（パリの生活）』誌のカバーを飾っていたラファエル・キルシュナーの絵に魅入られ、そのエロティックな絵の虜となった。
アメリカに渡ってほどなく、「ジーグフェルド・フォリーズ」をはじめとして、多くのハリウッドのスタジオで仕事をすることになる。俳優の肖像を描いたりポスターの絵を描くほか、セットのデザインも手がけた。

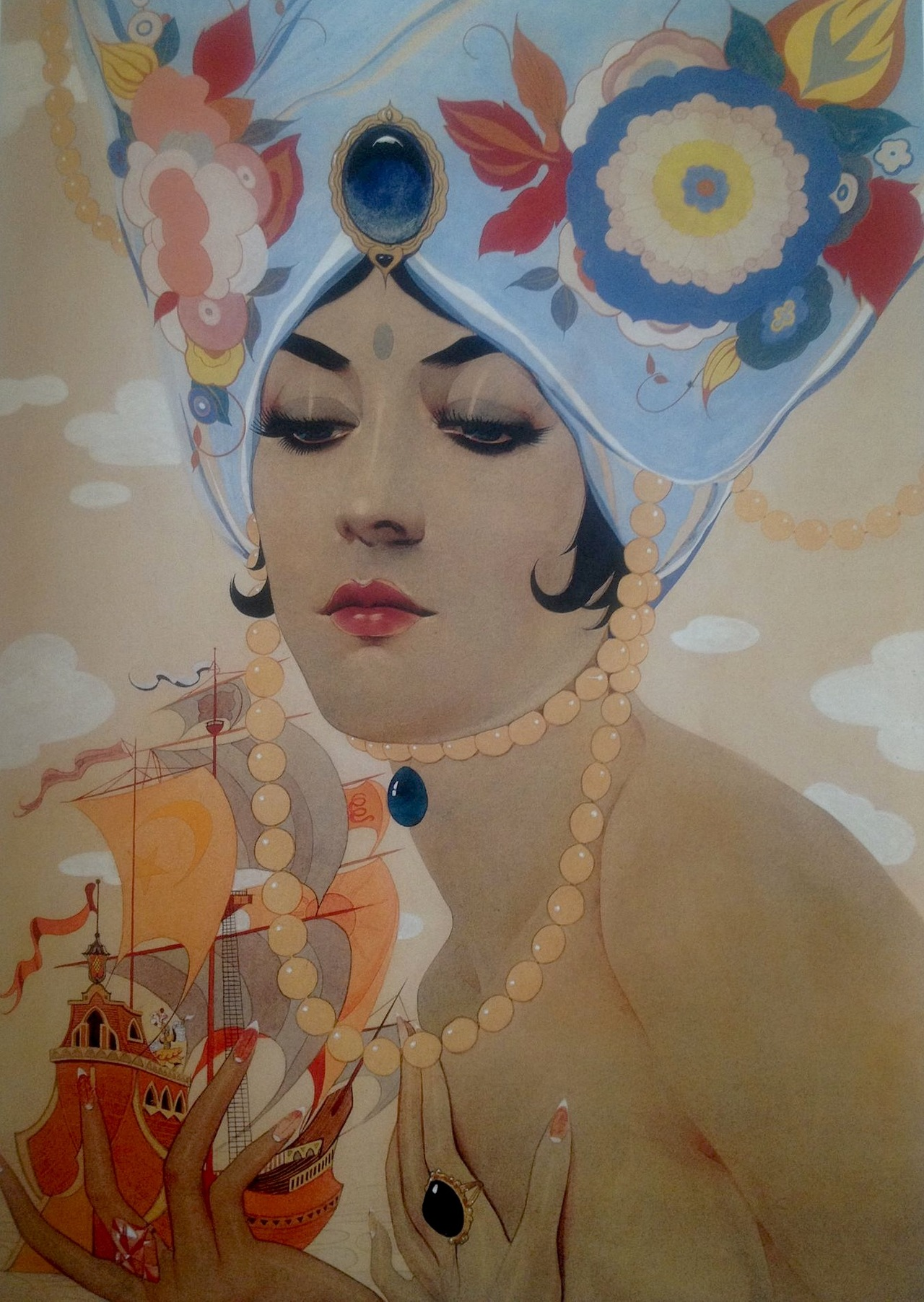
「シェヘラザード」（1921年）

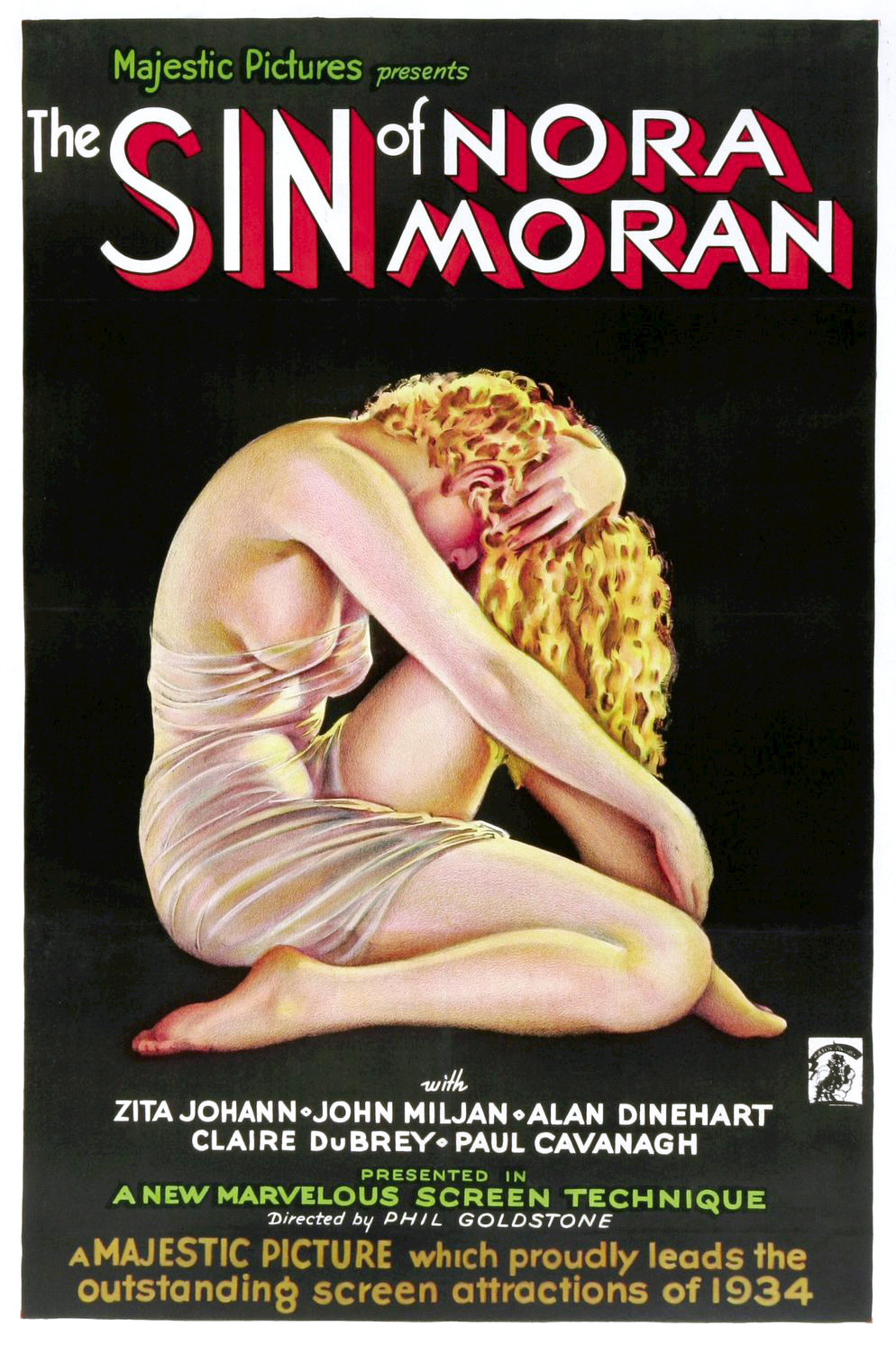
映画『The Sin of Nora Moran』のポスター(1933)

バルガスのもっとも有名な映画関連の仕事は1933年の「シン・オブ・ノーラ・モラン（ノーラ・モランの罪：The Sin of Nora Moran）」のポスターで、失意に沈むポーズの主演女優ジータ・ジョアンのほぼ裸に近い姿が描かれている。
このポスターは、しばしば映画史上最もすぐれたもののひとつと言われる。

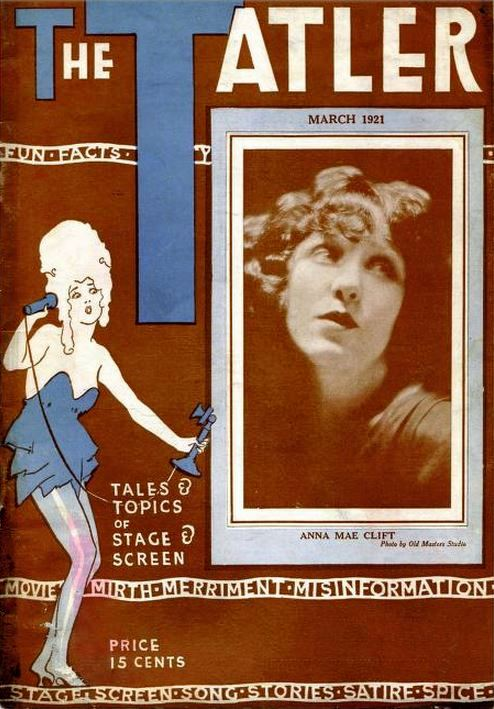
雑誌『タトラー』の表紙のアンナ・ メイ・ クリフト（1921年）

1930年6月、1920年からバルガスのモデルを務めていたアンナ・メイ・クリフト（Anna Mae Clift）と結婚。
1940年には彼は、第二次世界大戦中のピンナップの象徴とも言える、「エスクァイア・マガジン」に発表した一連の作品「バーガ・ガール（Varga Girls）」の作者として有名になった。第二次世界大戦中に戦闘機などの機首に描かれた「ノーズアート」の多くは、これらの「エスクァイア」誌のピンナップを参考にしていた。
その後「Varga」の名称の使用をめぐって「エスクァイア」誌と法的に対立。バルガスは敗訴し、以後経済的に苦境に追い込まれるが、1960年代に「プレイボーイ」誌が「バーガ・ガール」として彼の作品を使用し始め、一躍世界的に知られる存在となった。
1974年に妻アンナ・メイ（Anna Mae）に先立たれると、打ちのめされたバルガスは絵を描くことをやめてしまう。
しかし、1978年に自叙伝の出版をきっかけに再び世の関心を集めることになったバルガスは、ぽつぽつと気の向いた作品だけを発表するようになった。バーナデット・ピーターズやカーズ (バンド)のアルバムカバー（『キャンディ・オーに捧ぐ』）などがこの時期の作品である。
1982年12月30日、脳卒中で死去（86歳）。
現在バルガスの「エスクァイアマガジン」時代の作品の多くは、カンザス大学・スペンサー美術館に所蔵されている。それらは1980年に「エスクァイア」誌から他の膨大な絵画とともに寄贈されたものである。
2003年、クリスティーズオークションにおいて「プレイボーイ」誌の所蔵する1967年のバルガスの作品「Trick or Treat（「お菓子をくれなきゃ、いたずらするぞ！」というハロウィーンの常套句）」が、彼の作品としては過去最高額の71,600ドルで落札された。
バルガスの作品は概して、水彩とエアブラシで描かれている。その名人技ともいえるエアブラシのテクニックは、今日も「Airbrush Action Magazine」誌が主催する、エアブラシの達人に与えられる最高の栄誉「バルガス賞」として名を残している。彼の絵の特徴的なものは、セミヌードもしくはヌードで理想的なプロポーションを描き、そこにエレガントな衣装を描き重ねる手法で、着衣でありながら体のラインをはっきり表現している。。また、指とつま先を細く、マニキュア・ペディキュアは赤といったこだわりがあった。
バルガスは、この分野（Pin-Up Art）での最高のアーティストの一人と広く目されている。また、1956年～1958年まで、ミス・ユニバースの審査員もつとめた。
バルガスがモデルとして描いた女性には、次のような著名人もいた。

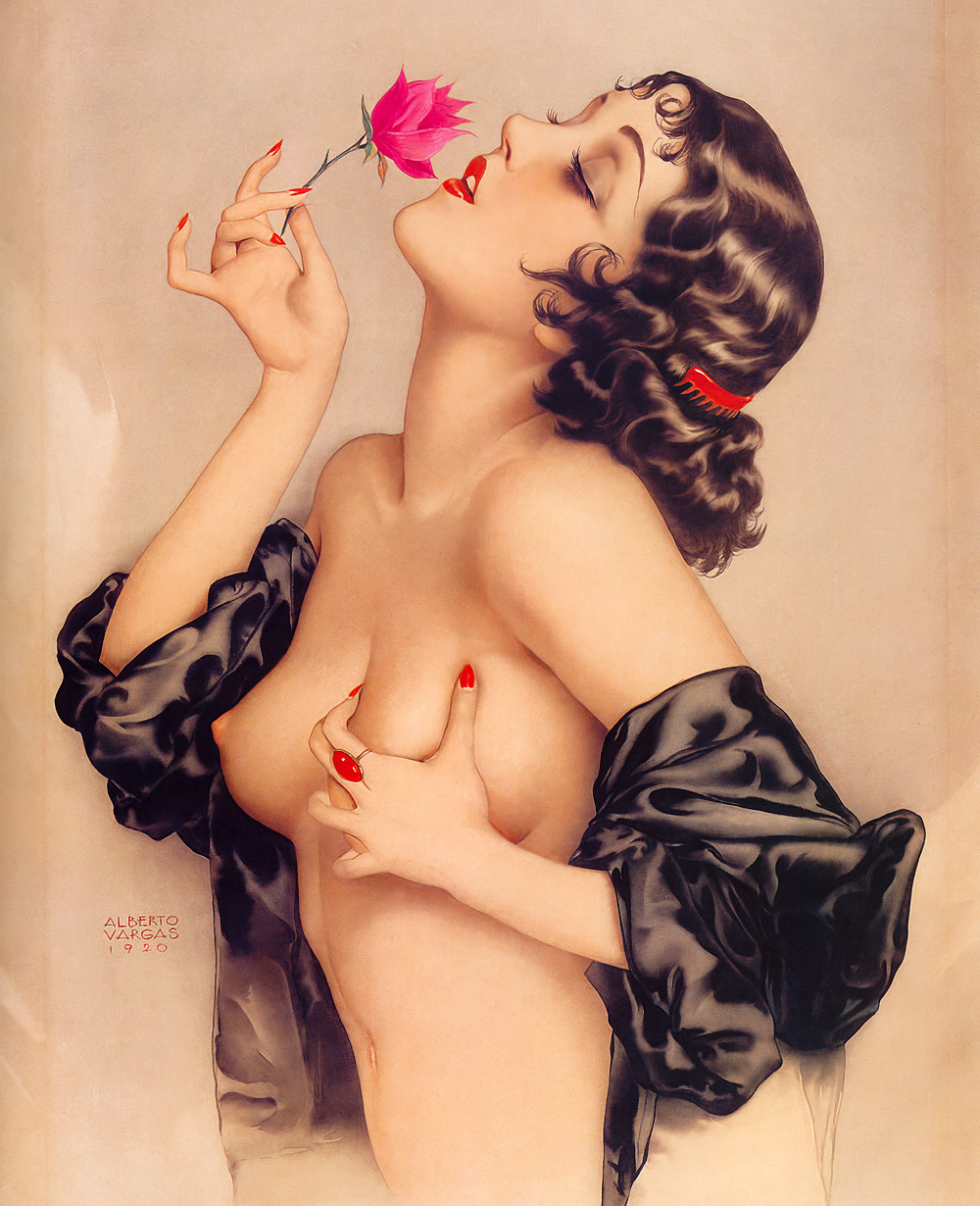
オリーヴ・トーマスの肖像（1920年）

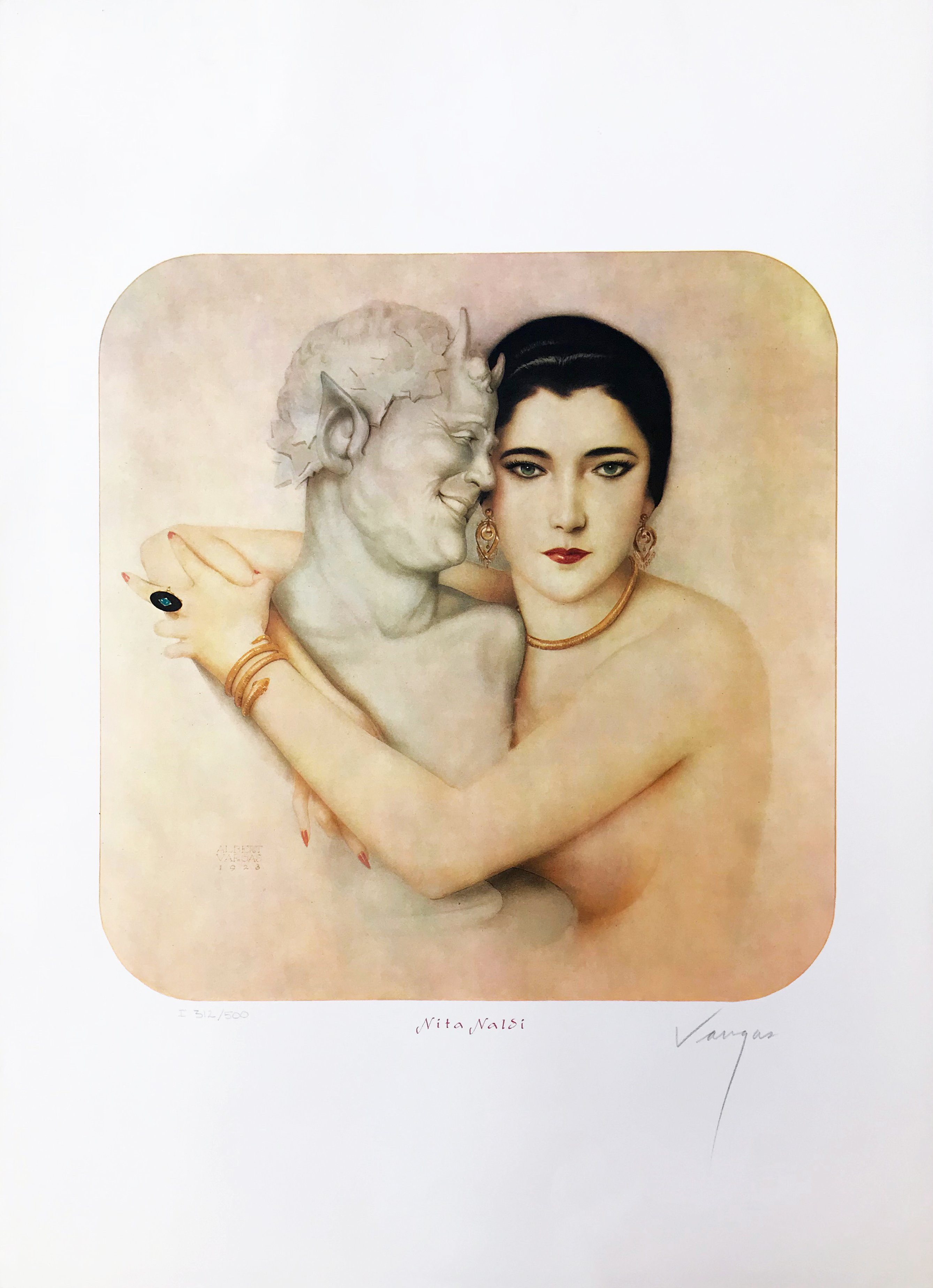
牧神の像を持つニタ・ナルディの描写（1923年）

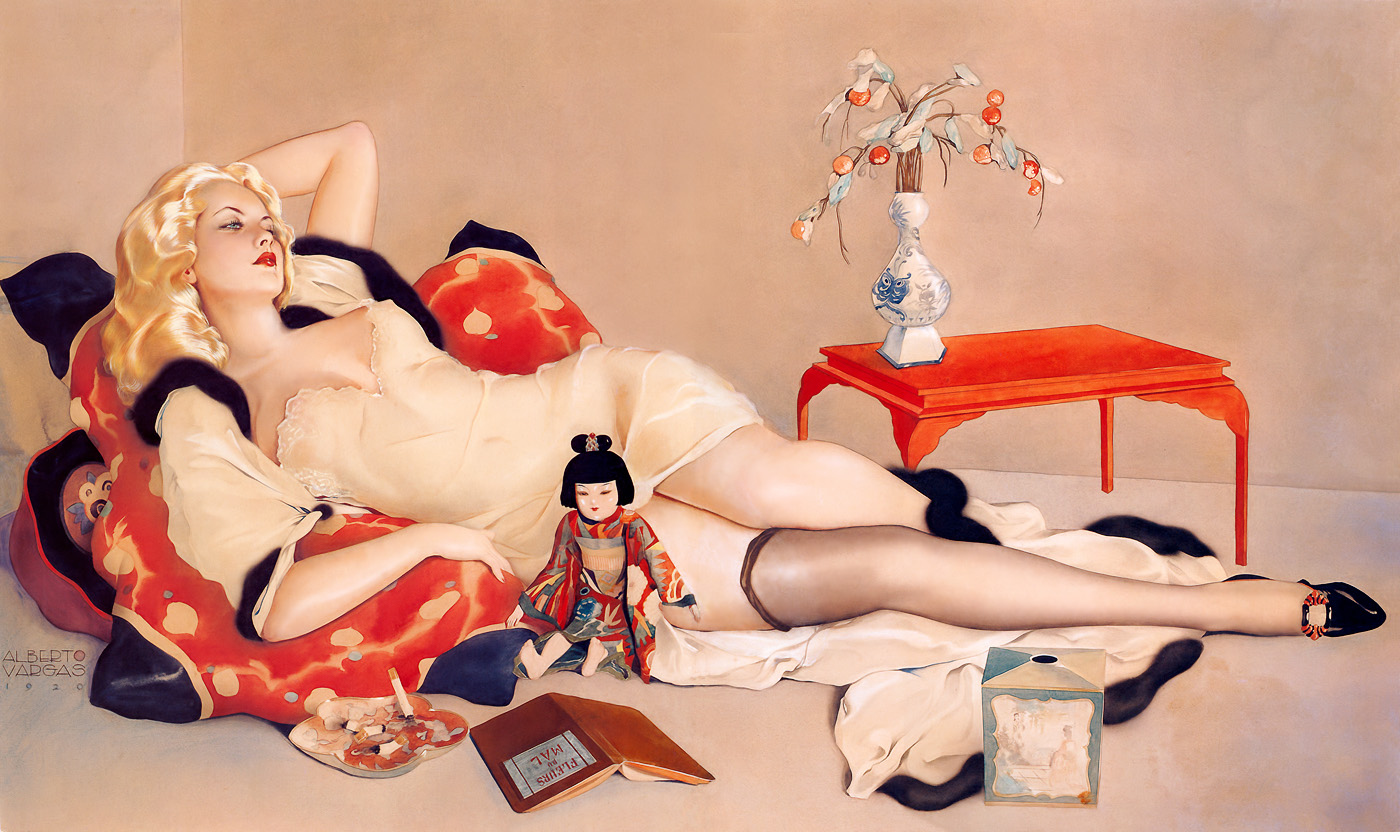
ミリアム・ホプキンスの映画ポスターの原案。小道具に東洋の雑貨と「悪の華」の本がある（1920年）

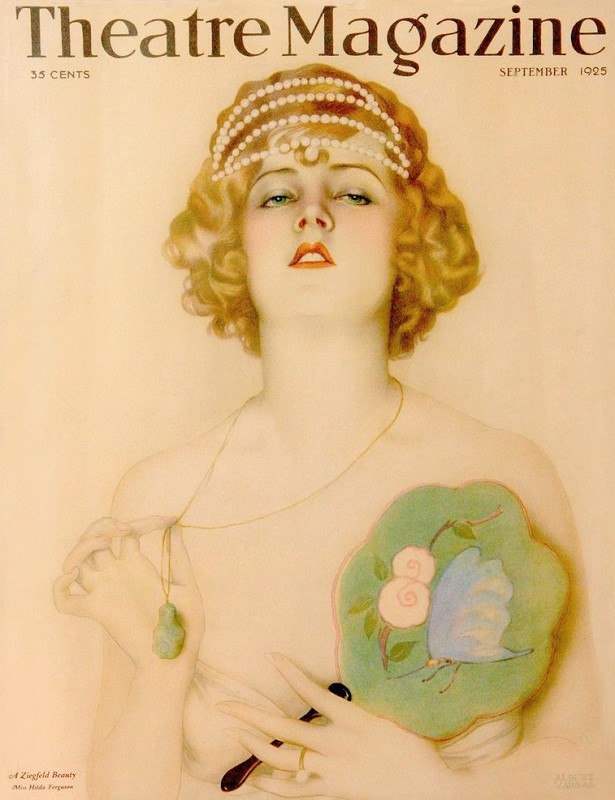
雑誌表紙『シアター・マガジン』のコメディエンヌのヒルダ・ファーガソン（1925年）

オリーヴ・トーマス、ビリー・バーク、
ニタ・ナルディ、マリリン・ミラー、ポーレット・ゴダード、ルース・エティング、シャーリー・テンプルなど。